# Пипин I де Вермандуа
Пипин I (Пипин из Перроны; фр. Pépin; около 815 — после 840) — граф около Парижа, сеньор Санлиса, Перроны и Сен-Квентина, сын Бернарда, короля Италии и Кунигунды Лаонской, родоначальник первого дома Вермандуа (Гербертинов).

## Биография

### Правление
О юности Пипина ничего не известно. Регинон Прюмский называл его сыном Бернарда Итальянского.
Впервые он упоминается в 834 году как граф в области к северу от Сены, около Парижа. Кроме того, в его владения входили Перрона, Санлис и Сен-Квентин. После смерти императора Людовика Благочестивого в 840 году Пипин поддержал императора Лотаря I, несмотря на то, что в 834 году поклялся в верности Карлу II Лысому.

### Семья
Имя и происхождение жены Пипина неизвестно. Однако на основании того, что его дети унаследовали многие владения дома Нибелунгидов, историк К. Ф. Вернер высказал гипотезу о том, что жена Пипина принадлежала к этому дому. Он считает её дочерью Теодориха (Тьерри), упоминавшегося в 876 году как граф Вермандуа.
- Бернар (около 844 — после 893)[5], граф Лана
- Пипин II (около 846—893)[5], граф к северу от Парижа
- Герберт I (около 850—900/907)[5], граф де Вермандуа с 876 года
- (?) Кунигунда[6]
- (?) дочь; 1-й муж: Беренгер (умер после 13 декабря 892), граф Байё; 2-й муж: Ги, граф де Санлис.